# Sokólniki (Metro de Moscú)

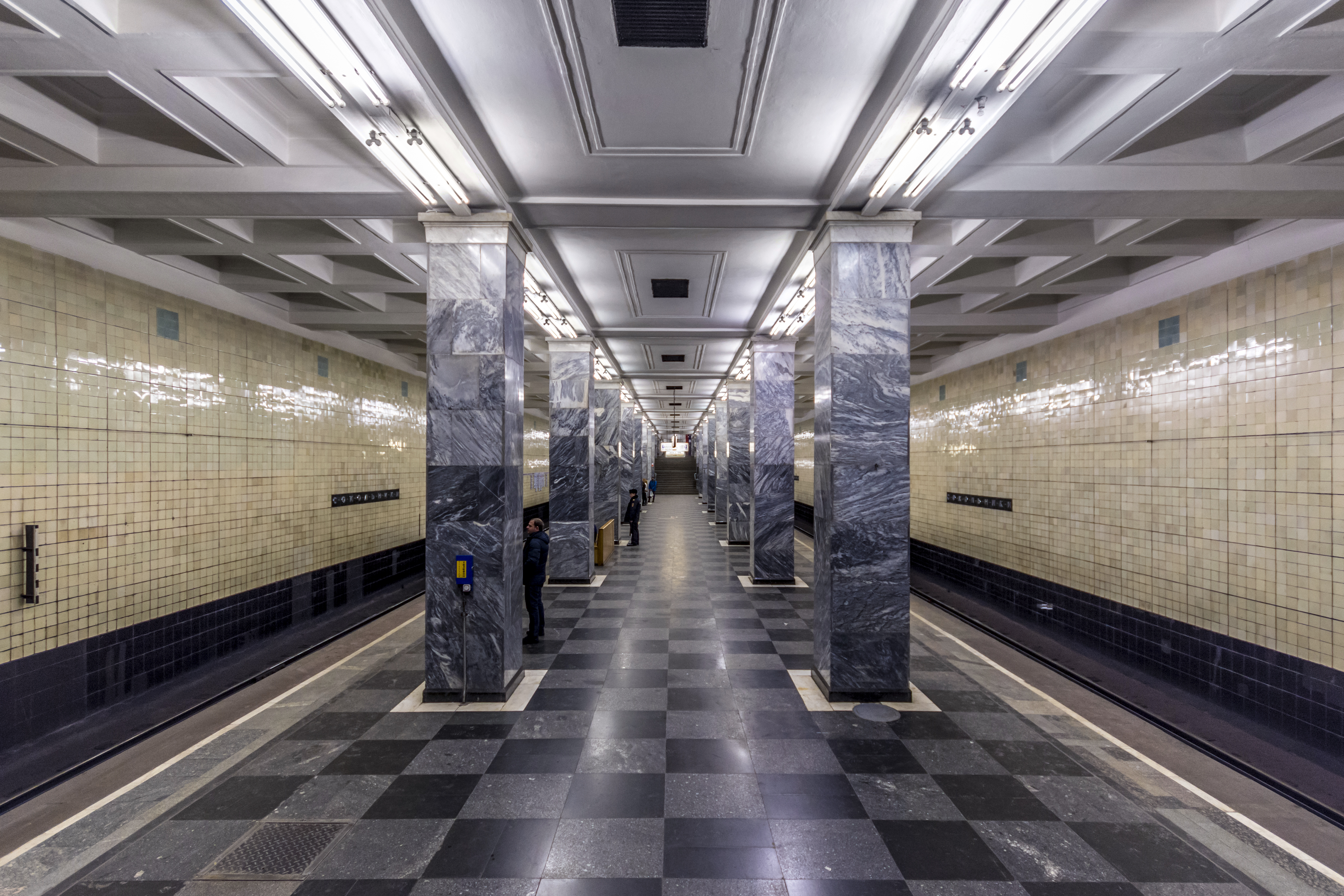
Sokólniki

Sokólniki (del ruso: Соко́льники) es una estación del Metro de Moscú de la Línea Sokólnicheskaya. Está ubicada entre las estaciones Preobrazhénskaya Plóshchad y Krasnosélskaya en la región Sokólniki del Distrito administrativo oriental de la ciudad de Moscú.

## Historia y origen del nombre
La estación fue abierta en 1935 como parte del primer tramo del Metropolitano de Moscú Sokólniki - Park Kultury con la ramificación Ojótny Ryad - Smolénskaya. Desde la estación Sokólniki el 15 de mayo de 1935 partió el primer tren con pasajeros en la historia del metro. La estación recibió su nombre por encontrarse en la región histórica moscovita Sokólniki. Allí, en el siglo XVII, surgió un suburbio donde se criaban y entrenaban halcones (en ruso sókol) para que los zares cazaran. Cerca de estos suburbios se encontraba el bosque Sokólnicheskaya roscha (hoy en día este bosque constituye el Parque de la Cultura y el Ocio Sokólniki). En el siglo XIX aparecieron varias casas de campo, y en la década de 1970 se inició la construcción de edificios residenciales, pero incluso a finales de los años ochenta gran parte de esta región estaba ocupada todavía por construcciones de tipo rural.

## Vestíbulos y transbordos
El único vestíbulo está hecho en forma de arco con dos entradas y salidas, y está ubicado en el bulevar que va desde la calle Rusakovskaya Úlitsa hacia el parque Sokólniki. El vestíbulo por dentro está recubierto de marblita y mármol.

## Características técnicas
Tres cavidades no profundas (9 metros) separadas por columnas constituyen el interior de la estación. Se encuentran en ella dos filas de 23 colmunas separadas 7 metros cada una. El proyecto de la estación Sokólniki ganó el Grand-Prix en la exposición internacional de París en 1937.
Tras la estación se encuentran dos caminos ciegos que, además de servir para la rotación de los trenes, albergan trenes y el servicio técnico al final de la jornada laboral. 

## Diseño
Los muros exteriores están embaldosados con cerámica de un pálido color amarillo. El piso está hecho de granito negro y gris (aunque al principio estaba cubierto de asfalto). Las columnas y la cavidad central están recubiertas de mármol amarillo-grisáceo y las paredes centrales, al igual que el corredor de entrada y la sala de torniquetes, están revestidas de mármol blanco.
Al abrir al públilco, la estación estaba adornada por lucernas esféricas entre las columnas y pequeñas lámparas en los cajones de interconexión de las naves laterales. Hoy en día se han implementado lámparas halógenas en el espacio intercolumnar.

## Sokólniki en cifras
- Código de la estación: 004.
- En marzo de 2002 el flujo de pasajeros fue el siguiente: entrada - 50,1 mil, salida - 52,3 mil.
- Horario de trabajo: 05:30 - 01:00.

## Galería fotográfica

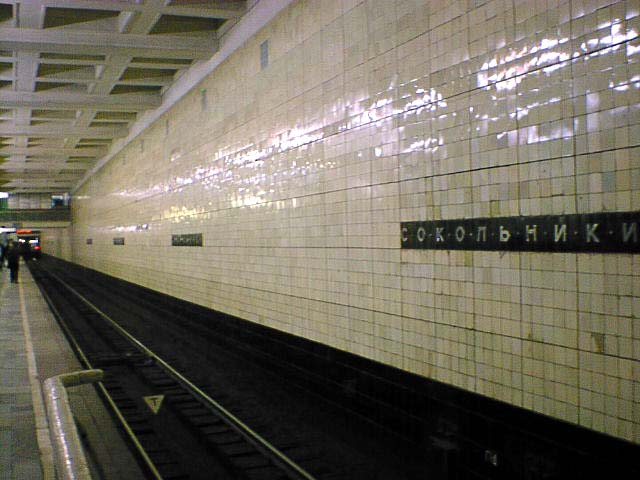
Andén.
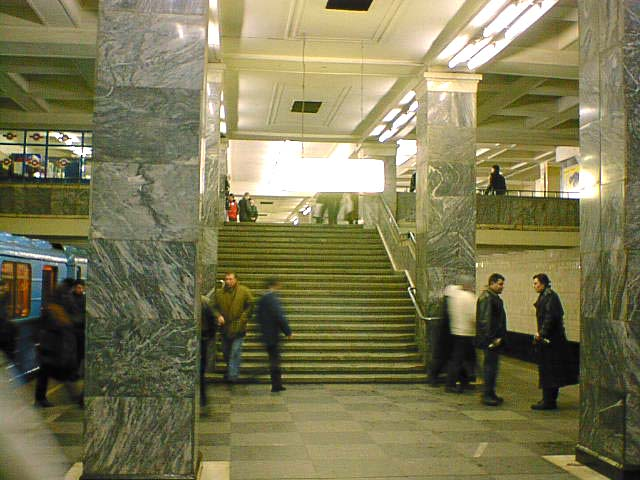
Centro del salón.